# Taytu Betul

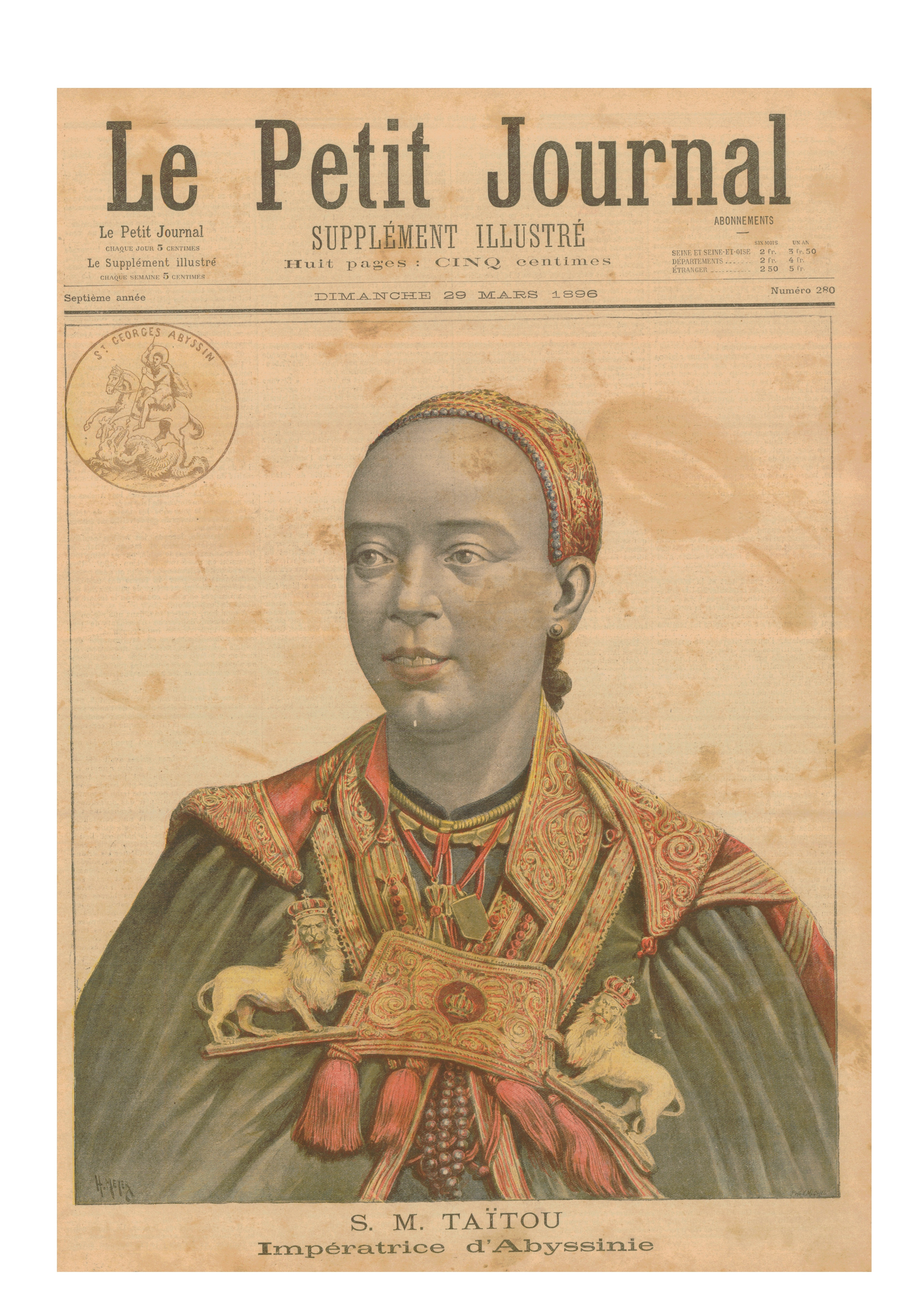
Taytu Betul in einer zeitgenössischen Darstellung im Le Petit Journal

Taytu Betul (äthiopisch ጣይቱ ብጡል, * um 1851; † 11. Februar 1918 in Addis Abeba) war von 1889 bis 1913 Kaiserin von Äthiopien (als Ehefrau, nicht als Regentin eigenen Rechts).

## Herkunft
Ihre aristokratische Abstammung reicht bis ins 17. Jahrhundert zurück. Sie stammt von der Tochter des Kaisers Susneyos ab.
Taytu Betul wurde um 1851 als drittes von vier Kindern einer einflussreichen äthiopischen Familie geboren. Ihr Onkel Dejazmach Wube Hayle Maryam regierte damals ganz Nordäthiopien und beanspruchte den Kaiserthron. Nach vier Ehen heiratete sie 1883 König Menelik von Shewa, den späteren Kaiser Menelik II. von Äthiopien.
Sie erhielt Unterricht im Lesen und Schreiben, sowohl in Amharisch als auch in Ge'ez. Dies war ungewöhnlich, da Frauen zu dieser Zeit normalerweise keine Schule besuchten. Man nimmt an, dass sie auch in Diplomatie, Politik und Wirtschaft unterrichtet wurde. Taytu Betul spielte eine große Leier, die Beganna. Außerdem spielte sie gerne das äthiopische Schach Senterej, und schrieb Gedichte.

## Werdegang
Im November 1886 wählte sie in Abwesenheit ihres Mannes am Fuße des Berges Entotto einen neuen Ort für die kaiserliche Residenz nahe der heißen Quellen, die von der lokalen Oromo-Bevölkerung verehrt wurden. Nach den Quellen (auf Amharisch „Filwuha“) hieß die Ebene Finfinnee (mit der katholischen Missionsstation Finfini). Diese schnell wachsende Ansiedlung ist seit 1892 unter dem Namen Addis Abeba („Neue Blume“) Hauptstadt Äthiopiens (von den Oromo nach wie vor Finfinnee genannt). Die Kaiserin kann somit als Stadtgründerin angesehen werden.
Taytu Betul wird ein erheblicher politischer Einfluss als Frau von Menelik II. nachgesagt, sowohl vor als auch nach ihrer Krönung zu Kaiser und Kaiserin von Äthiopien (1889). Als sich der Gesundheitszustand ihres Mannes ab 1906 verschlechterte, begann sie, politische Entscheidungen auf eigene Verantwortung vorzunehmen, übernahm Ende 1909 sogar die De-facto-Regentschaft des Reiches, was ihr den Zorn ihrer Gegner einbrachte. 1910 wurde sie entmachtet. Der Ministerrat befahl ihr, sich nur noch um ihren kranken Mann zu kümmern, „wie es einer Frau gebührt“.
Taytu und Menelik II. hatten keine Kinder. Ihr Mann Menelik II. starb 1913. Den Rest ihres Lebens verbrachte sie in der Entoto Maryam-Kirche in der Nähe von Addis Abeba, wo sie am 11. Februar 1918 starb.